# Wiener Stadtwerke

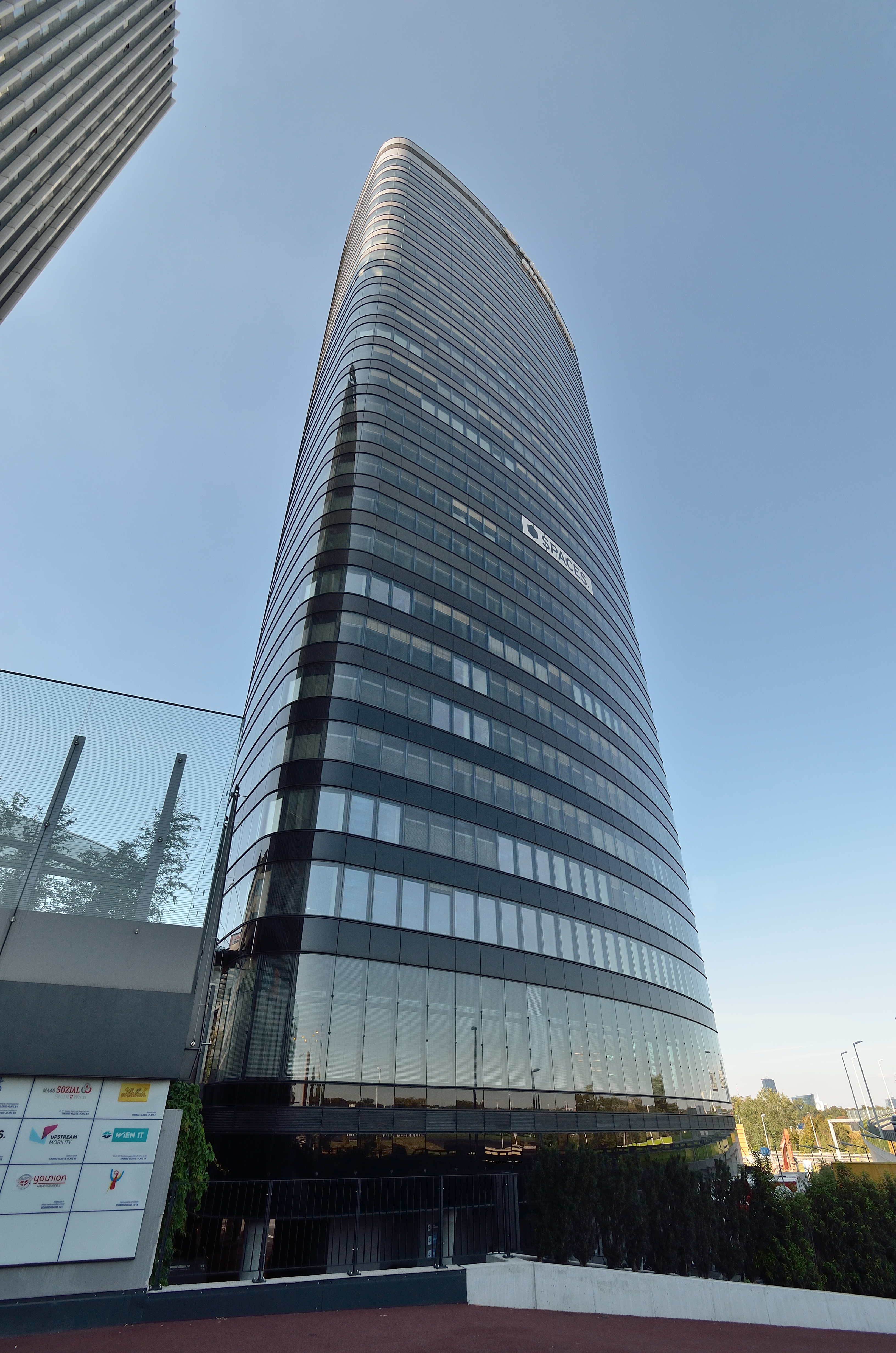
Wiener Stadtwerke Konzernzentrale im Orbi Tower, Erdberg.

Die Wiener Stadtwerke GmbH ist der Infrastrukturdienstleister von Stadt und Land Wien. Die Wiener Stadtwerke GmbH ist Österreichs größter kommunaler Infrastrukturdienstleister und zählt zu den 15 größten Unternehmen Österreichs. Im März 2025 waren konzernweit rund 18.000 Mitarbeiter beschäftigt.

## Geschichte
Ende des 19. Jahrhunderts lagen Energieversorgung, öffentlicher Verkehr und Bestattung in Wien bei privaten Unternehmen. Bürgermeister Karl Lueger, Exponent der christlichsozialen Partei, kommunalisierte diese Bereiche. Alle noch bestehenden Pferdebahnlinien wurden auf elektrischen Betrieb umgestellt; die Wiener Dampftramwaylinien wurden in der Folge gekauft und ebenfalls umgestellt. 1899 folgte die Inbetriebnahme des Städtischen Gaswerks in Simmering, – mit dem Anheizen einer Ofenbatterie am 28. September wurde erstmals Leuchtgas in das Rohrnetz eingeführt. Im gleichen 11. Bezirk nahm 1902 ein Dampfkraftwerk den Betrieb auf, das erstmals Strom an das Wiener Straßenbahnnetz lieferte. Bestattungen wurden ab 1903 von der Städtischen Leichenbestattung der Gemeinde Wien übernommen.
Insbesondere im Jahr 1903 kam es zwischen den Städtischen Elektrizitätswerken und privaten Stromanbietern zu Auseinandersetzungen, da der Kommunalbetrieb Konkurrenzunternehmen an der Ausführung ihrer Aufträge teilweise mit Brachialgewalt hinderte, bisweilen sogar wider bestehende Gerichtsbeschlüsse.
Nach Vorverhandlungen im Sommer 1923 mit den damaligen Bundesbahnen Österreichs (BBÖ) auf Übertragung der zuvor von diesen mit Dampfzügen bedienten Strecken der Wiener Stadtbahn, das heißt Obere Wientallinie, Untere Wientallinie, Donaukanallinie, Gürtellinie und Verbindungsbogen, konnte im Dezember 1923 zwischen der Gemeinde Wien und dem Bund, dem die Vollbahnstrecken unterstanden, ein befristeter Pacht- und Betriebsvertrag geschlossen werden. Gesetzlich umgesetzt wurde dies über drei inhaltsgleiche Bundes- und Landesgesetze der Stadt Wien und des Landes Niederösterreich. Ab 1924 bauten die Gemeinde Wien – städtische Straßenbahnen, gänzlich aus dem Gemeindebudget finanziert, die übernommenen Strecken zu einem straßenbahnmäßig elektrifizierten und nunmehr städtischen Stadtbahnnetz um. Beginnend ab Juni 1925 konnten die Wiener Verkehrsbetrieb die Stadtbahn, unter der Bezeichnung Wiener Elektrische Stadtbahn und mit gemeindeeigenem Fahrzeugparkpark, der auch im normalen Straßenbahnnetz eingesetzt wurde, nach und nach die Teilstrecken in Betrieb nehmen. Die bei der BBÖ verbliebenen Strecken der Vorortelinie und der Verbindungsbahn, sowie das übrige österreichische Eisenbahnnetz, waren nun gänzlich von der neuen elektrischen Stadtbahn abgetrennt.
Nach dem „Anschluss Österreichs“ (1938) wurde der „Entwurf der Satzung über den Aufbau der Behörde des Reichsstatthalters in Wien – Gemeindeverwaltung […] mit Erlaß des Reichsministers des Innern vom 4. Juni 1942 […] zugestimmt […]. Nach Beratungen mit den Ratsherren […] wurden die Hauptsatzung des Reichsgaues Wien und die Satzung über den Aufbau der Behörde des Reichsstatthalters in Wien – Gemeindeverwaltung vom Reichsstatthalters am 6. November 1942 genehmigt“ und unter den Nr. 154 und 155 im Verordnungs- und Amtsblatt für den Reichsgau Wien (VABlWien) verlautbart. In der Satzung über den Aufbau der Behörde des Reichsstatthalters in Wien – Gemeindeverwaltung wurden nach § 2 die Hauptabteilungen A bis M gegliedert. In der Hauptabteilung K wurden die Wirtschaftlichen Unternehmungen und [die] Wirtschaftsförderung gebündelt.
Demnach führte die Gemeindeverwaltung folgende Eigenbetriebe:
- Wiener Elektrizitätswerke (heute Wien Energie) und Wiener Netze[9]
- Wiener Gaswerke (heute Wien Energie und Wiener Netze)[10]
- Wiener Verkehrsbetriebe (heute Wiener Linien)[6][5]
- Städtische Bestattung (heute Bestattung und Friedhöfe Wien)[11]
- Städtische Ankündigungsunternehmen (heute Gewista)[12]
- Brauhaus der Stadt Wien[13]
- Lagerhäuser der Stadt Wien und Hafenverwaltung[14]

In der wiedererrichteten Republik Österreich wurde im Jahr 1946 eine gemeinsame Generaldirektion für die Wiener städtischen Elektrizitätswerke, die Wiener städtischen Gaswerke und die Wiener städtischen Verkehrsbetriebe errichtet, die 1955–2010 im damals neu errichteten Ringturm zu finden war. Durch die Zusammenfassung der drei städtischen Unternehmen Elektrizitätswerke, Gaswerke und Verkehrsbetriebe erfolgte zum 1. Jänner 1949 die Gründung der Wiener Stadtwerke. 1953 wurde die städtische Bestattung wieder eingegliedert. Die politische Aufsicht besaß der für die Wiener Stadtwerke zuständige amtsführende Stadtrat gemeinsam mit dem zuständigen Gemeinderatsausschuss.
Der Startschuss für den U-Bahn-Bau fiel am 26. Jänner 1968. Bereits ein Jahr später begannen die Bauarbeiten am Karlsplatz. Nach einer Bauzeit von 13 Jahren war 1982 das Grundnetz der Wiener U-Bahn-Linien, bestehend aus Strecken mit 32 Kilometer Länge und den Linien U1, U2 und U4, fertiggestellt. Bis 1989 wurde aus der Gürtellinie der Stadtbahn die Linie U6.
Die Heizbetriebe Wien wurden 1969 gegründet mit dem Auftrag, die Fernwärmeversorgung aufzubauen, neue städtische Wohnhausanlagen mit umweltfreundlicher Heizenergie zu versorgen sowie das Fernheizwerk Spittelau zu betreiben. 14 Jahre später, 1983 wurden sie – inzwischen umbenannt in Fernwärme Wien (heute Wien Energie Fernwärme) – Unternehmen der Wiener Stadtwerke. Die Wiener Stadtwerke und die Heizbetriebe Wien gründeten 1985 eine gemeinsame Energieberatung mit dem Ziel einer umfassenden und kompetenten Kundenbetreuung in allen Energiefragen. Heute sind alle Unternehmen unter der gemeinsamen Marke Wien Energie zusammengefasst.
Wegen der Umstellung auf Erdgas mussten 1970–1978 bei mehr als 750.000 Abnehmern rund 1,5 Millionen Gasgeräte umgestellt und angepasst werden. 1986 eröffnete das heutige Verkehrsmuseum Remise als Straßenbahnmuseum, das heute mit 90 historischen Originalfahrzeugen als größtes Straßenbahnmuseum der Welt gilt.
1999 wurden die Wiener Stadtwerke aus der Gemeindeverwaltung, dem Magistrat, ausgegliedert und in die Aktiengesellschaft Wiener Stadtwerke Holding AG umgewandelt. In den folgenden Jahren wurden ihre Geschäftsfelder liberalisiert (1999–2003: Strommarkt-Liberalisierung, 2000: Gasmarkt-Liberalisierung, 2002: Marktöffnung bei der Bestattung). 2007 folgte die Eröffnung der Wien Energie Gasnetz-Direktion Simmering.
Die Konzernzentrale der Wiener Stadtwerke befindet sich seit 2010 im TownTown genannten Areal in Erdberg (3. Bezirk). Im Jahr 2010 erfolgte außerdem die Umstrukturierung des Konzernbereichs Bestattung und Friedhöfe unter das Dach der B & F Wien – Bestattung und Friedhöfe Wien GmbH.
2011 wurde der Energiebereich der Wiener Stadtwerke neu organisiert und in einen regulierten Bereich (Gas- und Stromnetz) und einen Wettbewerbsbereich (Fernwärme, Vertrieb, Energiekomfort) unterteilt. Weiters wurde 2013 Wien Energie mit integrierter Fernwärme als zentrales Wettbewerbsunternehmen weiter geführt und die neue Gesellschaft „Wiener Netze“, zuständig für Netze von Strom, Erdgas, Fernwärme und Telekommunikation, geschaffen.
Am 6. November 2017 beschloss der Gemeinderat, das Unternehmen in eine Gesellschaft mit beschränkter Haftung umzuwandeln. Am 20. Dezember 2017 wurde die Änderung im Firmenbuch eingetragen.
Im Jänner 2023 gab die Stadt Wien bekannt, dass die Geschäftsführung personell aufgestockt und das Management künftig um einen dritten Geschäftsführungsposten erweitert wird. Ab Jänner 2024 leiten das Unternehmen Peter Weinelt als Generaldirektor und Monika Unterholzner und Roman Fuchs als stellvertretende Generaldirektoren.

## Aufbau und Organisation
Der Konzern ist im Eigentum der Stadt Wien. Eigentümervertreterin ist Ulli Sima, amtsführende Stadträtin für Stadtentwicklung, Mobilität und Wiener Stadtwerke.

### Management
Geschäftsführung:
- Generaldirektor Peter Weinelt (Geschäftsbereiche: Energie, Netze, Personal, Europäische Angelegenheiten, Konzernkommunikation und ASCR)
- Generaldirektor-Stellvertreterin Monika Unterholzner (Geschäftsbereich: Mobilität, Bestattung, Friedhöfe, IT und Innovation)
- Generaldirektor-Stellvertreter Roman Fuchs (Finanzen, Immobilien und Recht)

Aufsichtsrat:
- Vorsitzender des Aufsichtsrats:
  - Magistratsdirektor Dietmar Griebler, Stadt Wien
- Stellvertreterin des Vorsitzenden des Aufsichtsrats:
  - Karin Rest, VAMED-KMB GesmbH
- Mitglieder des Aufsichtsrats:
  - Brigitte Bach
  - Andreas Bauer, Wiener Netze GmbH
  - Michael Dedic, Wiener Linien GmbH & Co KG
  - Gregor Deix
  - Alexander Hauser, Wien Energie GmbH
  - Silvia Hruška-Frank
  - Jutta Löffler, Stadt Wien
  - Michael Sprengnagl, Wiener Stadtwerke GmbH
  - Andreas Staribacher, PKF Wirtschaftsprüfung und Steuerberatung

### Unternehmen
Zum Konzern gehören die Unternehmen:
- Wien Energie GmbH
- Wiener Netze GmbH
- Wiener Linien GmbH & Co KG
- Wiener Lokalbahnen GmbH
- Bestattung und Friedhöfe Wien GmbH
- Bestattung Wien
- Bestattungsservice Wien
- Friedhöfe Wien
- Tierfriedhof Wien
- ImmOH!
- Wien Energie Vertrieb
- Wiener Erdgasspeicher
- WIPARK Garagen GmbH
- WienIT GmbH
- Upstream – next level mobility GmbH